# John Raphael Smith

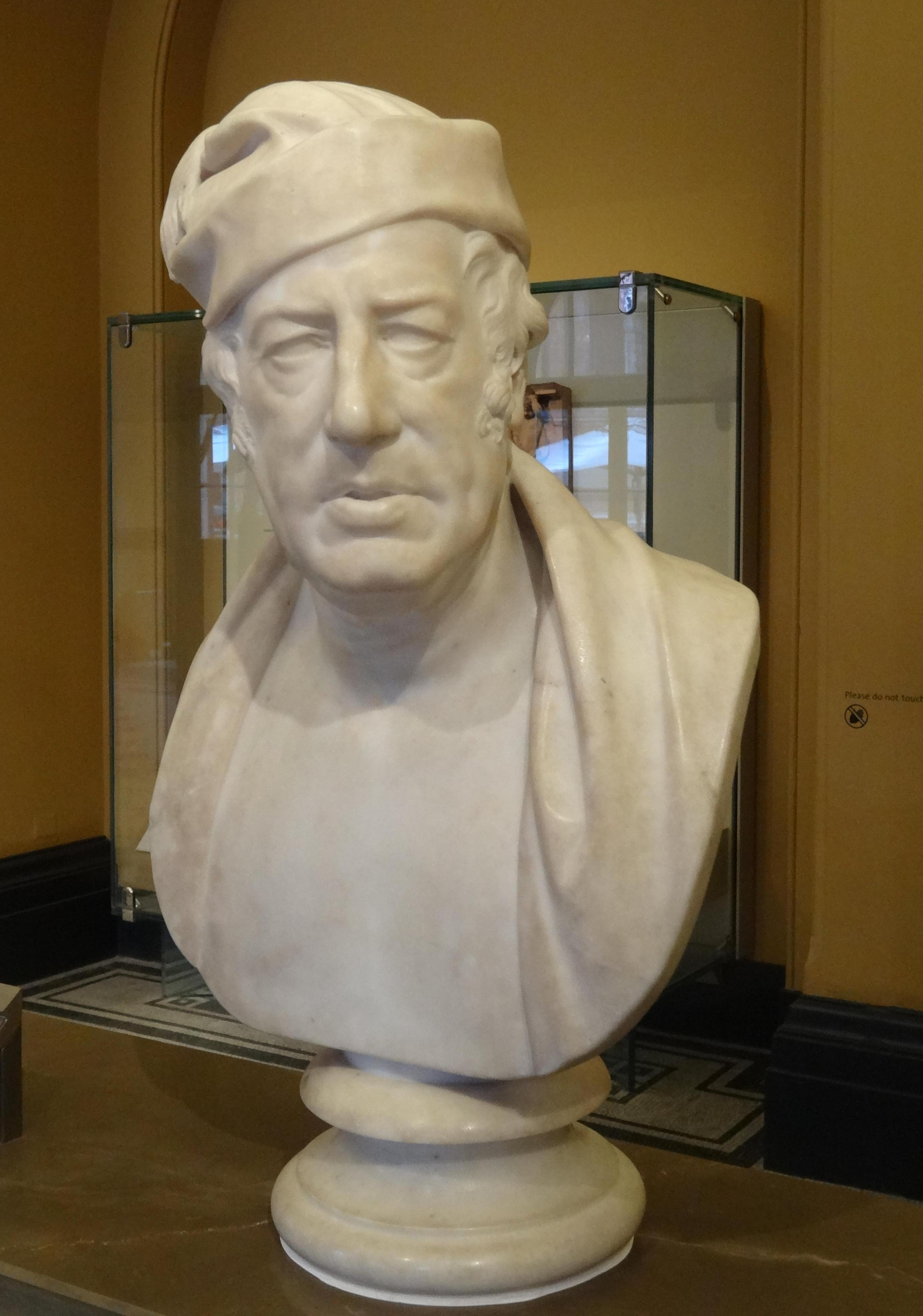
Francis Chantrey (1781–1841): John Raphael Smith, 1825. Victoria & Albert Museum, London

John Raphael Smith (* 25. Mai 1751 in Derby, England; † 2. März 1812 in Doncaster) war ein englischer Maler, Zeichner, Verleger und einer der bedeutendsten Mezzotinto-Stecher des 18. Jahrhunderts. Er war bekannt für seine Reproduktionen nach Werken von Künstlern wie Joshua Reynolds und Joseph Wright of Derby sowie für seine eigenen Porträts und Genredarstellungen.

## Leben
John Raphael Smith wurde als Sohn des Landschaftsmalers Thomas Smith of Derby geboren. Nach einer Lehre bei einem Leinenhändler in Derby zog er 1767 nach London, wo er zunächst Miniaturporträts malte. 1768 heiratete er Ann Darlow. Seine erste erfolgreiche Mezzotinto-Radierung, ein Porträt von Pasquale Paoli nach Henry Benbridge, begründete seinen Ruf als Kupferstecher. Es folgten Werke wie Edwin the Minstrel nach Joseph Wright of Derby und Mercury Inventing the Lyre nach James Barry. Smith reproduzierte etwa 40 Werke von Sir Joshua Reynolds und wurde 1784 zum offiziellen Mezzotint-Stecher des Prinzen von Wales ernannt. Er arbeitete auch als Verleger und betrieb ab 1793 die Morland Gallery in Covent Garden. Zu seinen Schülern zählten William Blake, J. M. W. Turner, Thomas Girtin und James Ward.

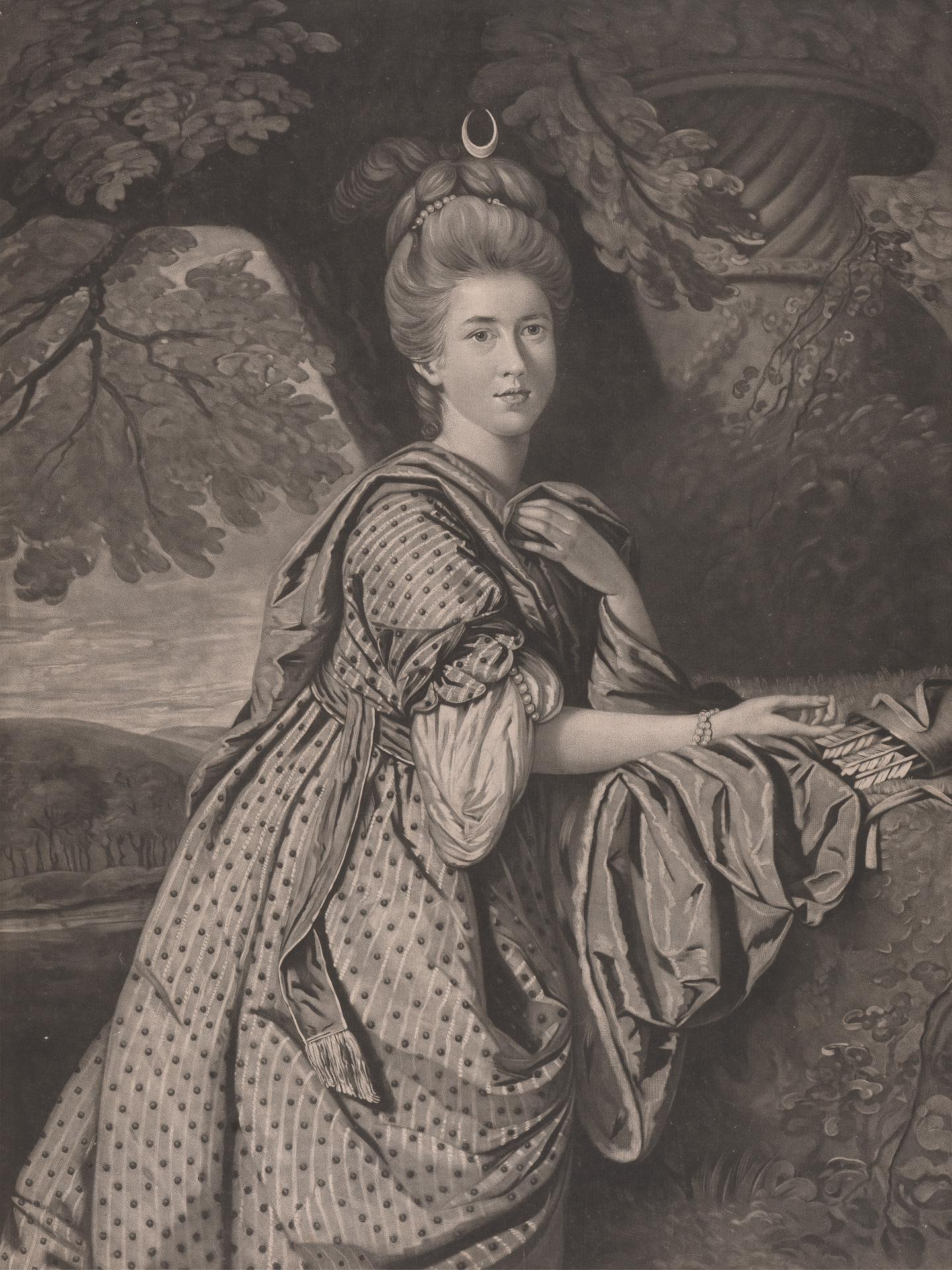
John Raphael Smith: Miss Berridge, Mezzotinto. Yale Center for British Art

Privat führte Smith ein bewegtes Leben. Nach der Trennung von seiner Frau Ann lebte er mit Emma Johnston zusammen, mit der er mehrere Kinder hatte, darunter die Künstlerin Emma Smith. Später lebte er mit Hannah Croome zusammen, mit der er weitere Kinder hatte. In seinen letzten Jahren reiste er durch Nord- und Mittelengland, malte Pastellporträts und ließ sich schließlich in Doncaster nieder, wo er 1812 starb.

## Werk
Die Mezzotinto-Radierungen von John Raphael Smith zeichnen sich durch technische Brillanz, feine Tonabstufungen und malerische Qualität aus. Seine Reproduktionen nach Reynolds, Gainsborough, Romney und Fuseli gelten als Meisterwerke der englischen Druckgraphik. Besonders bekannt sind seine Porträts von Persönlichkeiten wie Banastre Tarleton und Mrs. Carnac. Neben Reproduktionen schuf Smith auch eigenständige Werke, darunter Genredarstellungen und satirische Szenen des städtischen Lebens. Ab 1802 konzentrierte er sich auf Pastellporträts, die er in großer Zahl anfertigte und die sich großer Nachfrage erfreuten.

## Literatur

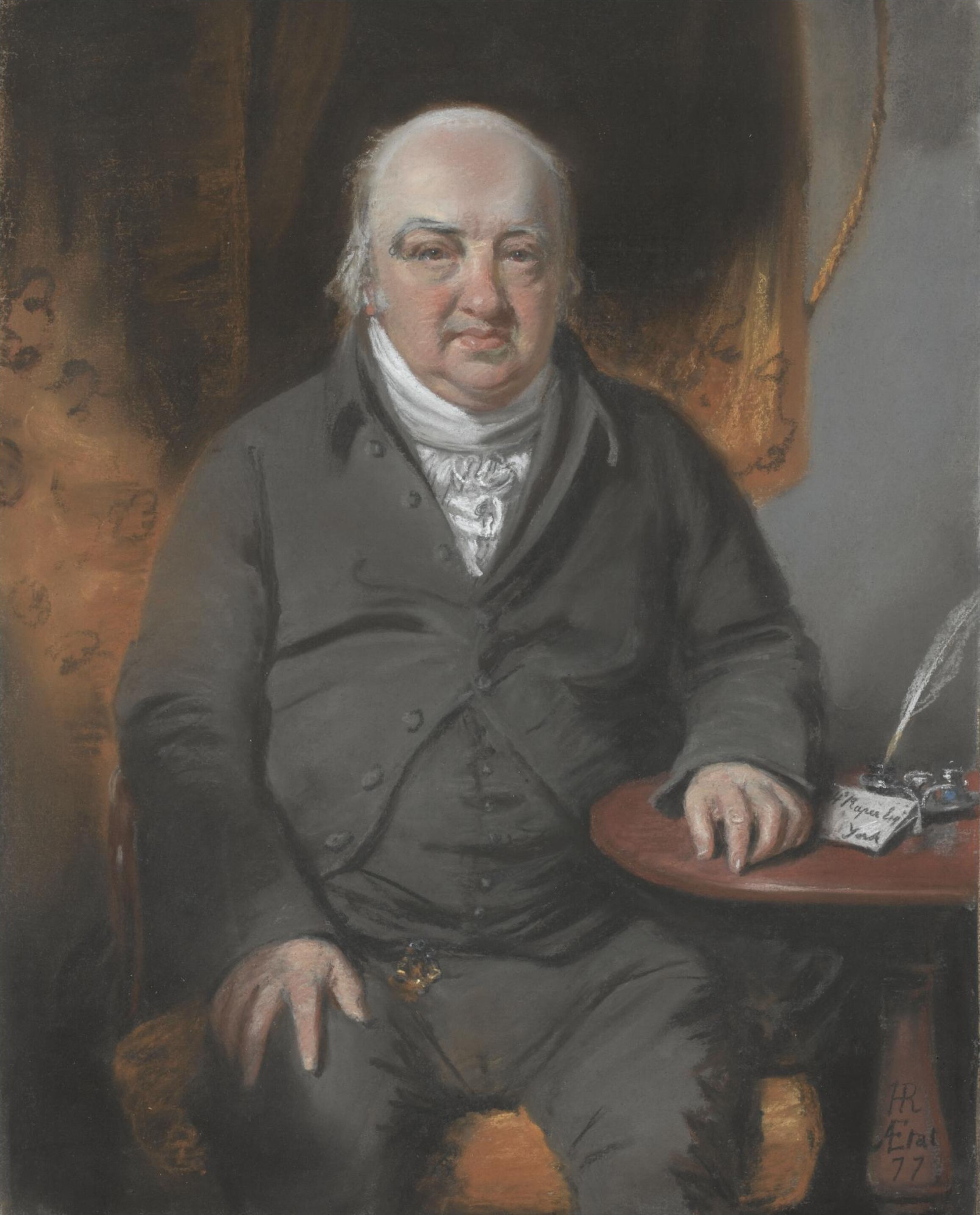
John Raphael Smith: Mr J. H. Raper of York, Pastel